# Франзен (Вісконсин)
Франзен (англ. Franzen) — місто (англ. town) в США, в окрузі Марафон штату Вісконсин. Населення — 553 особи (2020).

## Демографія
Згідно з переписом 2010 року, у місті мешкало 578 осіб у 219 домогосподарствах у складі 159 родин. Було 256 помешкань
Расовий склад населення:
| - 90,8 % — білих - 0,7 % — корінних американців - 8,3 % — осіб інших рас |

До двох чи більше рас належало 0,2 %. Частка іспаномовних становила 9,5 % від усіх жителів.
За віковим діапазоном населення розподілялося таким чином: 23,9 % — особи молодші 18 років, 60,4 % — особи у віці 18—64 років, 15,7 % — особи у віці 65 років та старші. Медіана віку мешканця становила 41,4 року. На 100 осіб жіночої статі у місті припадало 110,9 чоловіків;  на 100 жінок у віці від 18 років та старших — 110,5 чоловіків також старших 18 років.
Середній дохід на одне домашнє господарство  становив 58 409 доларів США (медіана — 52 500), а середній дохід на одну сім'ю — 68 773 долари (медіана — 64 375). Медіана доходів становила 41 250 доларів для чоловіків та 26 477 доларів для жінок. За межею бідності перебувало 6,6 % осіб, у тому числі 0,0 % дітей у віці до 18 років та 20,7 % осіб у віці 65 років та старших.
Цивільне працевлаштоване населення становило 255 осіб. Основні галузі зайнятості: виробництво — 25,1 %, сільське господарство, лісництво, риболовля — 14,1 %, освіта, охорона здоров'я та соціальна допомога — 12,9 %.